# Булатово (Омская область)
Булатово — упразднённая деревня в Омском районе Омской области. Входила в состав Морозовского сельского поселения. Фактически включена в состав города Омска.

## География
Располагалась приблизительно в 3 км по прямой от железнодорожной станции Московка.

## Население
Согласно результатам переписи 2002 года в населённом пункте проживало 443 человека, 86 % которых составляли русские.

## Транспорт
Автомобильный и железнодорожный транспорт.